# گیاه‌پارچ کلوسی
گیاه‌پارچ کلوسی (نام علمی: Nepenthes klossii) نام یک گیاه کوزه‌ای گرمسیری بوم‌زاد گینه نو می‌باشد.

## تاریخچه گیاه‌شناسی

نمونه‌ای از نپنتیس کلاسیای که در ویژه‌نگاشت دنسر تشریح شده است.

نپنتیس کلاسیای در جنوب غربی گینه نو توسط هیئت اعزامی سندی والستون در ۱۹۱۲-۱۹۱۳ کشف شد. نوع این گونه، Kloss s.n.، توسط سیسل بودن کلاس در نزدیکی یک اردوگاه (اردوگاه VIb) در ۲۶ ژانویه ۱۹۱۳ در ارتفاعی بین ۹۳۰ تا ۱۱۷۰ متر بالای دریا جمع‌آوری شد. 